# Za górami, za lasami
Za górami, za lasami (rzadziej "Hej, Górale!") – śląska pieśń ludowa. Pochodzi z obszaru  znajdującego się w dorzeczu rzeki Olzy (okolic Jabłonkowa i Trzyńca). Jest znana w Czechach, Polsce i na Słowacji. Pod koniec XX wieku została wylansowana przez czeską grupę muzyczną Čechomor, która umieściła ją w swoim albumie Gorale. Obecnie pieśń jest śpiewana przez kilka muzycznych grup. 

## Tekst
Tekst piosenki składa się z motywu opowiadającego o sporze górali o dziewczynę oraz refrenu śpiewanego przez chór, który stara się pogodzić górali, przekonując, że góralka ma zawsze dwie rzeczy takie same. Jest to metafora, polegająca na tym, że dziewczyn na świecie jest zawsze wystarczająco dużo. 
Do pieśni ludowej ustalono polską popularną literacką wersję utworu:
Za górami

za lasami

za dolinami

pobili się dwaj górale ciupagami
Hej górale!

Nie bijcie się!

Ma góralka dwa warkocze (duże serce, dwoje oczu, chyże nogi, swego chłopca)

podzielicie się!

## Inne
Tę samą melodię posiada jedna z interpretacji Sto lat (sto lat sto lat, sto lat sto lat niechaj żyje nam).